# Fontaine-Chaalis
Fontaine-Chaalis is een dorp in Frankrijk. Een groot deel van de gemeente ligt in het bos.
Er deed zich op het grondgebied van Fontaine-Chaalis op 3 maart 1974 een vliegramp voor, toen Turkish Airlines-vlucht 981 er is neergestort. Alle 346 inzittenden kwamen daarbij om het leven. Het ongeluk deed zich in het Forêt d'Ermenonville voor, dat voor een groot deel in Fontaine-Chaalis ligt, maar ook in Ermenonville.

## Bezienswaardigheden
- De voormalige abdij van Chaalis ligt vier km naar het zuiden, maar nog in Fontaine-Chaalis. De ruïne is bewaard gebleven, met bijbehorend 18e-eeuws landhuis.[2] Daarin is een museum gevestigd.
- Pretpark La Mer de sable bevindt zich tegenover de abdij, dat ligt in Ermenonville.
- De gehele omgeving leent zich voor wandel- en fietstochten.

## Kaart
De onderstaande kaart toont de ligging van Fontaine-Chaalis met de belangrijkste infrastructuur en aangrenzende gemeenten.

## Demografie
Onderstaande figuur toont het verloop van het inwonertal, bron: INSEE-tellingen. 

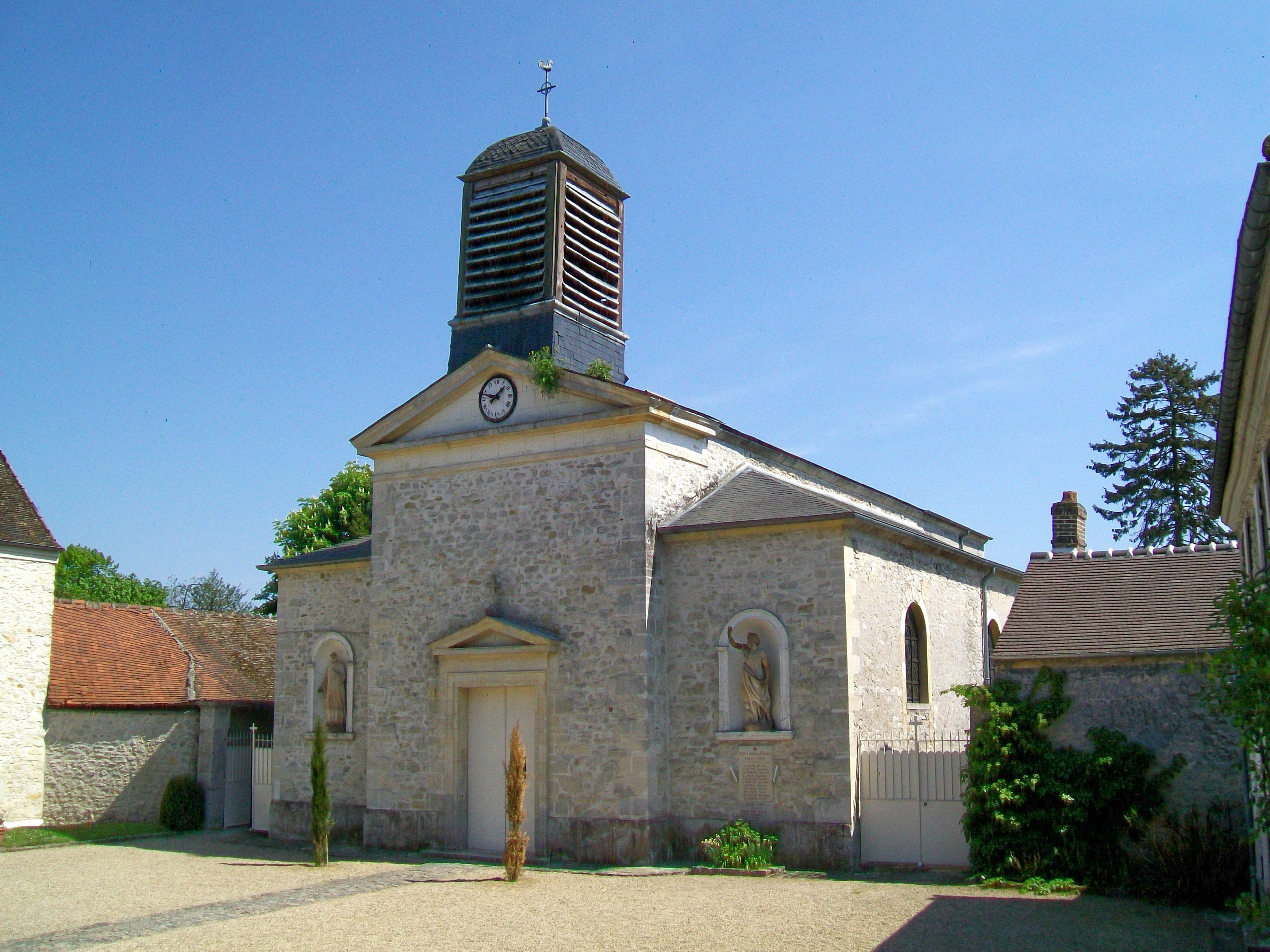
Kerk van Fontaine-Chaalis

## Websites
- (fr)  Statistische informatie op de website van INSEE